# Кубок Польщі з футболу 1993—1994
Кубок Польщі з футболу 1993–1994 — 40-й розіграш кубкового футбольного турніру в Польщі. Титул вдесяте здобула Легія (Варшава).

## Календар
| Раунд        | Дата                        | Матчі | Клуби   |
| ------------ | --------------------------- | ----- | ------- |
| Перший раунд | 28 липня - 4 серпня 1993    | 20    | 94 → 74 |
| Другий раунд | 25 серпня - 1 вересня 1993  | 28    | 74 → 46 |
| Третій раунд | 15-21 вересня 1993          | 14    | 46 → 32 |
| 1/16 фіналу  | 6-24 жовтня 1993            | 16    | 32 → 16 |
| 1/8 фіналу   | 10-11 листопада 1993        | 8     | 16 → 8  |
| 1/4 фіналу   | 30 березня - 11 травня 1994 | 8     | 8 → 4   |
| 1/2 фіналу   | 25 травня - 8 червня 1994   | 4     | 4 → 2   |
| Фінал        | 18 червня 1994              | 1     | 2 → 1   |

## Перший раунд
| Команда 1                      | Рахунок      | Команда 2                            |
| ------------------------------ | ------------ | ------------------------------------ |
| 28 липня - 4 серпня 1993       |              |                                      |
| Бленкітні (Рацьонж)            | 2:1 дч       | Буґ (Вишкув)                         |
| Спарта (Мейська Гурка)         | 0:4          | ЛКС (Янкови)                         |
| Ягеллонка (Нешава)             | 2:0          | Елана (Торунь)                       |
| Далін (Мислениці)              | 1:2          | Унія (Освенцим)                      |
| БКС Бохня                      | 0:3          | Камакс (Каньчуга)                    |
| ЛКС Свінярско                  | 0:2          | Сталь (Сянік)                        |
| Привацяж (Томашів-Любельський) | 2:1          | Сталь (Ґожице)                       |
| Вікторія (Ченстохова)          | 0:3          | Пйотрковія (Пйотркув-Трибунальський) |
| Старт (Краснистав)             | 0:3          | Радомяк (Радом)                      |
| АЗС (Біла Підляська)           | 5:0          | ЛКС (Ломжа)                          |
| Ґранат (Скаржисько-Каменна)    | 3:4          | Пелікан (Лович)                      |
| Орлента (Решель)               | 3:0          | Вігри (Сувалки)                      |
| ЛКС Любонь                     | 4:1          | Сточньовец (Плоцьк)                  |
| Сталь (Єзежице)                | 4:4 пен. 4:5 | Полонія (Ельблонг)                   |
| Полонія (Ходзеж)               | 1:0          | Гвардія (Кошалін)                    |
| ВКС Велюнь                     | 0:3          | Новаковскі (Новий-Двір-Мазовецький)  |
| БКС Болеславець                | 2:1          | Конфекс (Легниця)                    |
| Домб (Дембно)                  | 2:0          | Гутнік (Щецін)                       |
| Рачковскі (Намислув)           | 5:0          | Полонія (Свідниця)                   |
| Погонь (Седльце)               | 1:0          | МЗКС Васильків                       |

## Другий раунд
| Команда 1                            | Рахунок      | Команда 2                       |
| ------------------------------------ | ------------ | ------------------------------- |
| 25 серпня 1993                       |              |                                 |
| Привацяж (Томашів-Любельський)       | 1:4          | Мотор (Люблін)                  |
| Домб (Дембно)                        | 2:2 пен. 6:5 | Медзь (Легниця)                 |
| Бленкітні (Рацьонж)                  | 1:3          | Гутнік (Варшава)                |
| Погонь (Седльце)                     | 1:0 дч       | Авіа (Свідник)                  |
| Ягеллонка (Нешава)                   | 2:0          | Стоміл (Ольштин)                |
| Унія (Освенцим)                      | 2:1          | ГКС (Тихи)                      |
| Камакс (Каньчуга)                    | 2:4          | Віслока (Дембиця)               |
| Сталь (Сянік)                        | 2:1          | Ресовія (Ряшів)                 |
| Пйотрковія (Пйотркув-Трибунальський) | 1:3          | Бленкітні (Кельце)              |
| АЗС (Біла Підляська)                 | 1:4          | Гетьман (Замостя)               |
| Пелікан (Лович)                      | 0:2          | Петрохемя (Плоцьк)              |
| Орлента (Решель)                     | 0:1          | Балтик (Гдиня)                  |
| ЛКС Любонь                           | 1:2          | Шленза (Вроцлав)                |
| Полонія (Ходзеж)                     | 0:2          | Стільон (Гожув-Великопольський) |
| БКС Болеславець                      | 2:2 пен. 1:3 | Лехія (Дзержонюв)               |
| Полонія (Ельблонг)                   | 0:1          | Арка (Гдиня)                    |
| Рачковскі (Намислув)                 | 2:0          | КП Валбжих                      |
| Гурник (Пшув)                        | 2:1          | Ракув (Ченстохова)              |
| Іглоополь (Дембиця)                  | 1:4          | Сталь (Ряшів)                   |
| Хемік (Бидгощ)                       | 1:3          | Лехія (Гданськ)                 |
| Борута (Згеж)                        | 1:1 пен. 3:2 | ГКС (Белхатув)                  |
| Корона (Кельці)                      | 2:1 дч       | Напшуд (Ридултови)              |
| 1 вересня 1993                       |              |                                 |
| Радомяк (Радом)                      | 1:1 пен. 5:3 | Сталь (Стальова Воля)           |
| Новаковскі (Новий-Двір-Мазовецький)  | 0:3          | Полонія (Варшава)               |
| Польґер (Поліце)                     | 1:2          | Варта (Познань)                 |
| Гурник (Конін)                       | 2:4          | Тигодник Мільярдер (Пневи)      |
| ЛКС (Янкови)                         | +:-          | Заглембє (Сосновець)            |
| Карпати (Кросно)                     | -:+          | Полонія (Битом)                 |

## Третій раунд
| Команда 1                       | Рахунок      | Команда 2                  |
| ------------------------------- | ------------ | -------------------------- |
| 15 вересня 1993                 |              |                            |
| Радомяк (Радом)                 | 1:0          | Гутнік (Варшава)           |
| Стільон (Гожув-Великопольський) | 3:2          | Тигодник Мільярдер (Пневи) |
| Гурник (Пшув)                   | 2:1          | Бленкітні (Кельце)         |
| Унія (Освенцим)                 | 2:3 дч       | Віслока (Дембиця)          |
| Погонь (Седльце)                | 0:0 пен. 4:5 | Мотор (Люблін)             |
| Рачковскі (Намислув)            | 3:1          | Полонія (Битом)            |
| Петрохемя (Плоцьк)              | 1:0          | Варта (Познань)            |
| Корона (Кельці)                 | 2:5          | Гетьман (Замостя)          |
| Домб (Дембно)                   | 0:3          | Шленза (Вроцлав)           |
| Арка (Гдиня)                    | 1:0          | Лехія (Гданськ)            |
| Борута (Згеж)                   | 2:1          | Полонія (Варшава)          |
| Сталь (Сянік)                   | 2:1          | Сталь (Ряшів)              |
| ЛКС (Янкови)                    | 2:1 дч       | Лехія (Дзержонюв)          |
| 21 вересня 1993                 |              |                            |
| Ягеллонка (Нешава)              | 1:1 пен. 3:2 | Балтик (Гдиня)             |

## 1/16 фіналу
| Команда 1                       | Рахунок      | Команда 2            |
| ------------------------------- | ------------ | -------------------- |
| 6 жовтня 1993                   |              |                      |
| Заглембє (Любін)                | 1:3          | Гурник (Забже)       |
| Сярка (Тарнобжег)               | 2:1          | Вісла (Краків)       |
| ЛКС (Янкови)                    | 0:3          | ГКС (Катовиці)       |
| Рачковскі (Намислув)            | 0:1          | Легія (Варшава)      |
| Борута (Згеж)                   | 2:3          | Гутник (Краків)      |
| Мотор (Люблін)                  | 0:0 пен. 4:1 | Погонь (Щецин)       |
| Ягеллонка (Нешава)              | 1:3          | ЛКС (Лодзь)          |
| Петрохемя (Плоцьк)              | 2:3          | Завіша (Бидгощ)      |
| Сталь (Сянік)                   | 0:3          | Ягеллонія (Білосток) |
| Віслока (Дембиця)               | 0:2          | Шомберки (Битом)     |
| Радомяк (Радом)                 | 1:4          | Рух (Хожув)          |
| Шленза (Вроцлав)                | 0:3          | Олімпія (Познань)    |
| Гетьман (Замостя)               | 1:0          | Сталь (Мелець)       |
| Стільон (Гожув-Великопольський) | 1:0          | Шльонськ (Вроцлав)   |
| Арка (Гдиня)                    | 0:2          | Відзев (Лодзь)       |
| 24 жовтня 1993                  |              |                      |
| Гурник (Пшув)                   | 2:0          | Лех (Познань)        |

## 1/8 фіналу
| Команда 1            | Рахунок | Команда 2                       |
| -------------------- | ------- | ------------------------------- |
| 10 листопада 1993    |         |                                 |
| Гурник (Пшув)        | 4:2     | Стільон (Гожув-Великопольський) |
| Олімпія (Познань)    | 0:2     | Рух (Хожув)                     |
| Ягеллонія (Білосток) | 0:3     | ГКС (Катовиці)                  |
| Гетьман (Замостя)    | 2:1 дч  | Гутник (Краків)                 |
| Відзев (Лодзь)       | 1:2     | Легія (Варшава)                 |
| Сярка (Тарнобжег)    | 0:1     | Гурник (Забже)                  |
| Шомберки (Битом)     | 3:0     | Завіша (Бидгощ)                 |
| 11 листопада 1993    |         |                                 |
| Мотор (Люблін)       | 2:3 дч  | ЛКС (Лодзь)                     |

## 1/4 фіналу
| Команда 1                 | Заг. | Команда 2        | 1-й матч | 2-й матч |
| ------------------------- | ---- | ---------------- | -------- | -------- |
| 30 березня/11 травня 1994 |      |                  |          |          |
| Гетьман (Замостя)         | 0:3  | Легія (Варшава)  | 0:0      | 0:3      |
| Гурник (Пшув)             | 1:9  | Гурник (Забже)   | 1:1      | 0:8      |
| ЛКС (Лодзь)               | 7:3  | Шомберки (Битом) | 5:1      | 2:2      |
| Рух (Хожув)               | 0:6  | ГКС (Катовиці)   | 0:3      | 0:3      |

## 1/2 фіналу
| Команда 1               | Заг. | Команда 2      | 1-й матч | 2-й матч |
| ----------------------- | ---- | -------------- | -------- | -------- |
| 25 травня/8 червня 1994 |      |                |          |          |
| Легія (Варшава)         | 7:4  | Гурник (Забже) | 5:2      | 2:2      |
| ГКС (Катовиці)          | 0:1  | ЛКС (Лодзь)    | 0:0      | 0:1      |

## Фінал
| 18 червня 1994 |

| Легія (Варшава)             | 2:0      | ЛКС (Лодзь) |
| --------------------------- | -------- | ----------- |
| Ковальчик 76' Подброжни 87' | Протокол |             |

| Стадіон Війська Польського, Варшава Глядачів: 18 000 Арбітр: Кжиштоф Перек |